# بسام الحریجی
بسام الحریجی (انگلیسی: Bassam Al-Hurayji؛ زادهٔ ۲۹ مارس ۲۰۰۰) بازیکن فوتبال اهل عربستان سعودی است.